# Конти (Ланды)

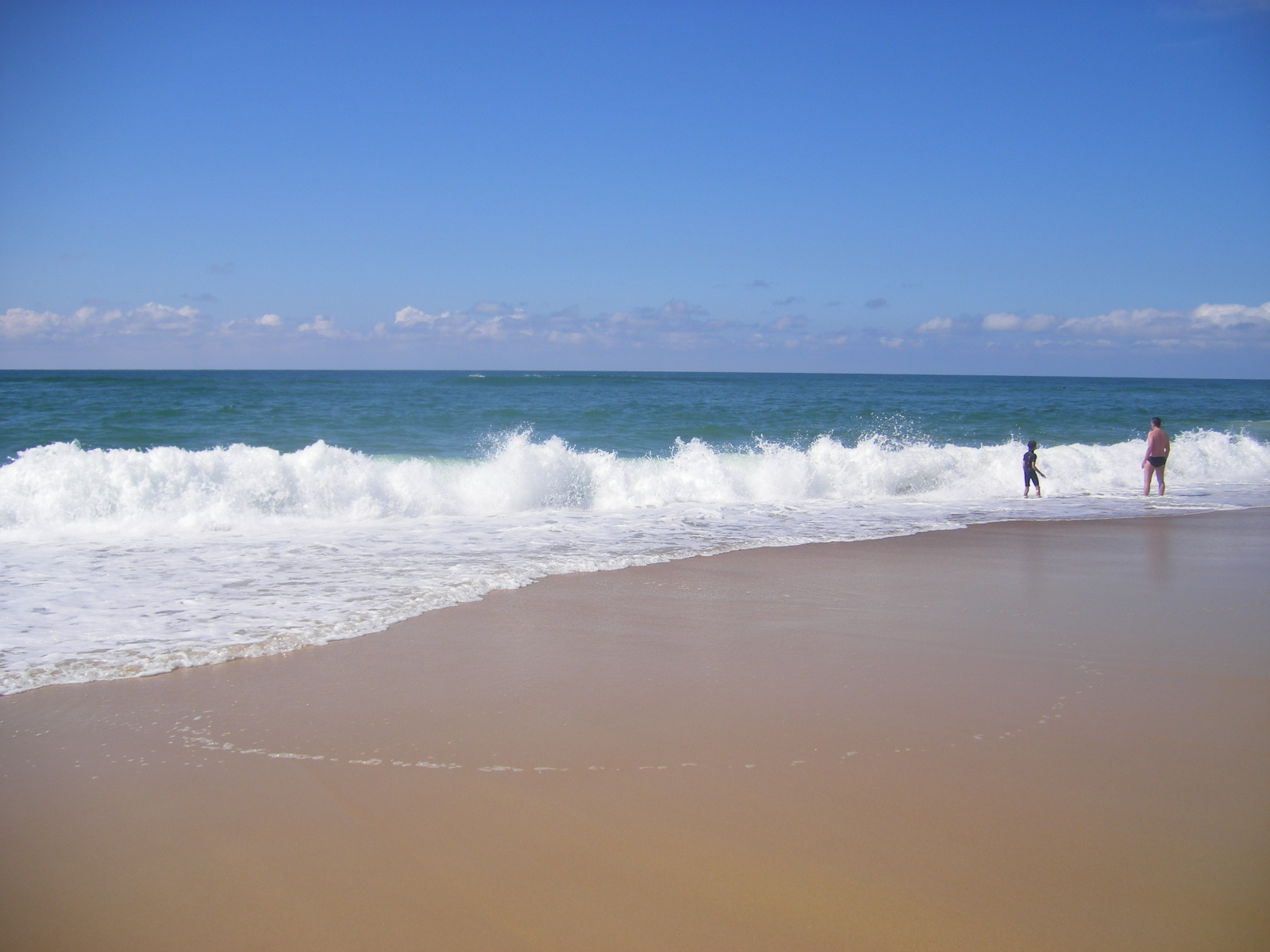
Пляж в Конти

Конти (фр. Contis) — небольшой морской курорт на юго-западе Франции на территории коммуны Сен-Жюльен-ан-Борн в департаменте Ланды (регион Аквитания).
Южнее курорта в Атлантический океан впадает ручей Конти; по руслу этого ручья проходит граница между историческими краями Пеи-де-Борн (севернее) и Маренсен (южнее).
В эпоху средневековья, на обочине дороги, связывавшей селение Сен-Жюльен-ан-Борн с Конти находилось комтурство Cunctis, которым, начиная с XV века, владел орден Госпитальеров (Мальтийский орден). Здесь же находился источник Марии Магдалины.
В XVII веке Конти упоминался на некоторых картах как морской порт.
В наше время старинное комтурство стало курортом Конти с великолепным ландшафтом, часовней и маяком (единственный маяк в департаменте Ланды, не принимая в расчет прожектор в Капбретоне), построенном на дюне посреди приморских сосен из гарлюша (железистый камень) и раскрашенном черно-белой спиралью.
К достопримечательностям Конти можно отнести старинный таможенный пост, стоящий над устьем ручья Конти. Сейчас он перепрофилирован в почтовое отделение и библиотеку, сохранив при этом архитектуру своей эпохи.
В Конти имеется небольшой кинотеатр с репертуаром артхауса.

## Три курортные зоны Конти

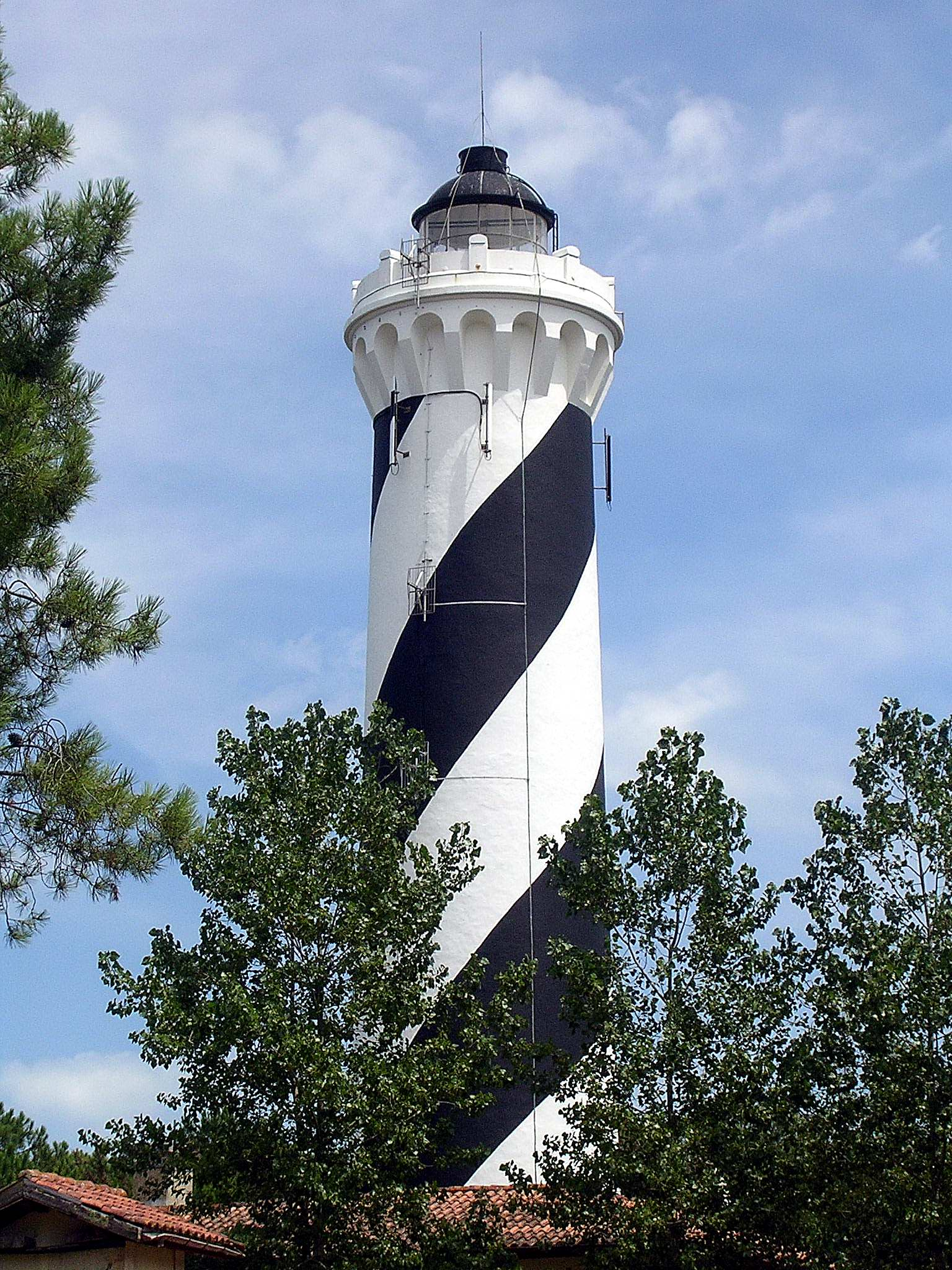
Маяк Конти

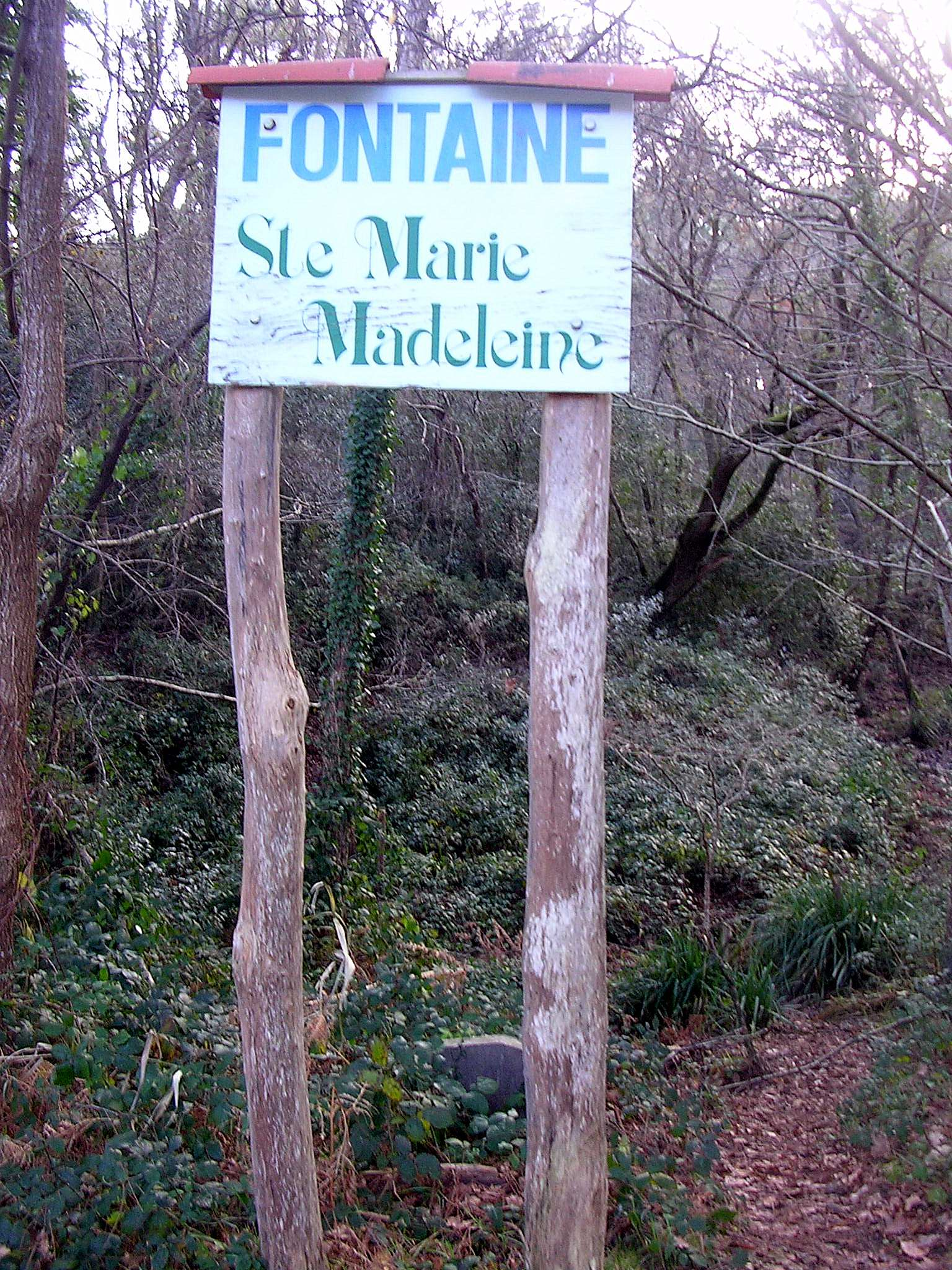
Родник Марии Магдалины в Конти-Вьё

Конти состоит из трёх районов.
Конти-Плаж (прежнее название Конти-ле-Бен)
Небольшая туристическая станция Конти-Плаж, расположенная между мостом Pont Rose и океаном, является наиболее известной из трёх курортных участков. Исторически этот участок носил название Конти-ле-Бен (фр. Contis les Bains). На этом участке, длиной не более 900 метров, расположены песчаные дюны.
Конти-Вьё
Несколько веков тому назад вся береговая полоса Конти представляла собой необитаемый участок бесплодного песка. В то время Конти располагался на месте настоящего района Конти-Вьё (фр. Contis Vieux). Поэтому именно Конти-Вьё является наследником старинного небольшого местечка Конти, расположенного на высоких дюнах. Через Конти-Вьё протекает ручей Конти и здесь найдены остатки первых жилищ, следы экономической активности, а также первые культовые сооружения (источники святой Марии-Магдалины и святого Иоанна).
Конти-ле-Марэ
Третий район Конти, Конти-ле-Марэ (фр. Contis les Marais) наименее известен. Это самый пустынный район Конти, где есть участки леса, песчаные тропы и нетронутые дюны. После осушения пруда Конти—Сен-Жюльен в 1800-х годах этот большой участок, прежде бывший под водой, стал болотистым районом, где постепенно обживались люди. Дюны здесь обрывистые, во многих местах перемежаются с берегом бывшего пруда; болотистые участки быстро высыхают летом, но уже ранней осенью становятся идеальным прибежищем дикой фауны региона.